# Sulley Muntari
Sulleyman Ali Muntari (Konongo), 27 de agosto de 1984) é um ex-futebolista ganês que atuava como meia.

## Seleção Ganesa
Sua estreia pela Seleção Ganesa principal ocorreu em 17 de maio de 2002 contra a Eslovênia, aos dezoito anos de idade.

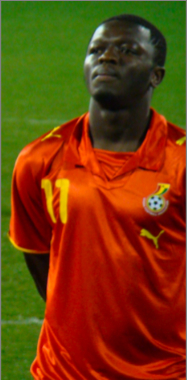
Muntari na seleção ganesa.

Participou das Copas do Mundo de 2006, 2010 e 2014. Nesta última, jogou as duas primeiras partidas da Seleção pelo Grupo G, contra os Estados Unidos e Alemanha. Antes da terceira partida do grupo, foi cortado da delegação, juntamente com Kevin-Prince Boateng, por indisciplina.

## Títulos
Internazionale
- Supercopa da Itália: 2009
- Campeonato Italiano: 2009-10
- Copa da Itália: 2009-10
- Liga dos Campeões da UEFA: 2009-10
- Copa do Mundo de Clubes da FIFA: 2010